# Haverslev (Rebild Kommune)
|  | Haverslev er også en bebyggelse i Haverslev Sogn, se Haverslev (Jammerbugt Kommune) |
Haverslev er en mindre by i det centrale Himmerland med 772 indbyggere  (2024), beliggende i Haverslev Sogn vest for E45 Nordjyske Motorvej og tre kilometer fra Rold Skovs vestlige udkant. Byen hører til Rebild Kommune og ligger i Region Nordjylland.
Haverslev er beliggende 11 kilometer øst for Aars, 14 kilometer syd for Støvring, 11 kilometer vest for Arden og 10 kilometer nord for Nørager. Byen er i positiv vækst, bl.a. pga. placeringen ved motorvejen, der har medført nye erhvervsmuligheder. Eksempelvis er der etableret en McDonald's, Sunset Boulevard, Burger King restaurant og en motorvejsgrill pga. den tætte beliggenhed til motorvejen.
Der er opstillet lynladere til elbiler af bl.a, Tesla, Clever, Ionity, E.ON og Circle K. I alt omkring 66 lynladere, hvoraf mange er på 300 kW.
Byen har en folkeskole med tilhørende børnehave og fritids ordning og Himmerlandscentrets Idrætsefterskole har til huse i Haverslev.
Der er bl.a. også en Spar købmand og en hobbyforretning ved navn Gavlhuset.